# Vifredo VI
Vifredo VI (... – 1082), fu conte di Piacenza dal 1075 circa al 1078 circa.

## Biografia

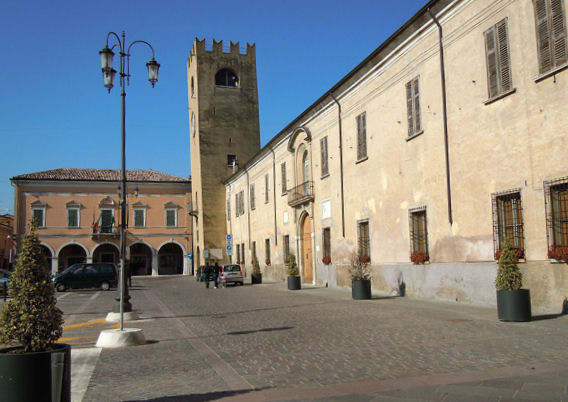
Castel Goffredo, antico Castrum Vifredi

Era figlio di Ugo II dei Conti di Sabbioneta e di una figlia di Adalberto Atto (Azzo) I degli Obertenghi.
Sposò Adelasia Fontana di Piacenza, discendente forse dei Gandolfingi, sorella di Gregorio, vescovo di Vercelli.

Ebbero tre figli:
- Adeleida, sposò Guido dei conti palatini di Lomello
- Ugo IV, conte nel 1123
- Giulitta, sposò Oberto, vessillifero di Piacenza

In uno studio del 2009 si avanza l'ipotesi che il conte Vifredo VI sia il "Vifredi" che, citato in un documento datato Desenzano del Garda 8 luglio 1107 come Castello Vifredi (o Castrum Vifredi), faccia risalire l'origine del toponimo di Castel Goffredo, in provincia di Mantova.